# Daniel Widmer
Pour les articles homonymes, voir Widmer.
Daniel Widmer, né le 29 avril 1953, est un joueur professionnel suisse de hockey sur glace.

## Carrière en club
HC Bienne (LNA)

## Palmarès
- Champion Suisse LNB en 1975 avec le HC Bienne
- Champion Suisse LNA en 1978 avec le HC Bienne